# Hister turanus
Hister turanus är en skalbaggsart som beskrevs av Solskiy 1876. Hister turanus ingår i släktet Hister och familjen stumpbaggar. Inga underarter finns listade i Catalogue of Life.